# Municipio de Union (condado de Rush, Indiana)
El municipio de Union (en inglés: Union Township) es un municipio ubicado en el condado de Rush en el estado estadounidense de Indiana. En el año 2010 tenía una población de 765 habitantes y una densidad poblacional de 8,32 personas por km².

## Geografía
El municipio de Union se encuentra ubicado en las coordenadas 39°39′40″N 85°21′51″O / 39.66111, -85.36417. Según la Oficina del Censo de los Estados Unidos, el municipio tiene una superficie total de 91.94 km², de la cual 91,93 km² corresponden a tierra firme y (0,01 %) 0,01 km² es agua.

## Demografía
Según el censo de 2010, había 765 personas residiendo en el municipio de Union. La densidad de población era de 8,32 hab./km². De los 765 habitantes, el municipio de Union estaba compuesto por el 98,43 % blancos, el 0,52 % eran afroamericanos y el 1,05 % eran de una mezcla de razas. Del total de la población el 0,39 % eran hispanos o latinos de cualquier raza.